# Стадион Сан Франческо
Сан Франческо Асишки је фудбалски стадион у Ноћери Инфериоре, у Италији. На њему своје мечеве одиграва ФК Ночерина 1910. Стадион је име добио по Фрањи Асишком. Стадион се налази у источном делу града, у улици Сан Франческо.
Радови на стадиону су започети 1970. године и том приликом су у Ноћери гостовали актуелни прваци Италије, фудбалери Каљарија предвођени Ђиђијем Ривом. Изградња стадиона је завршена 1973. године.
Реновирање је уследило 1978. године када је Ноћерина по други пут играла у Серији Б и капацитет је проширен на 15.000 места. 1986. године постављена је тартан атлетска стаза и постављен је кров над западном трибином.
2000. године постављени су рефлектори, а 2006. изграђена је северна трибина за гостујуће навијаче од 800 места, чиме је капацитет, претходно смањен постављањем столица, повећан на 7.652 места.
2011. године након уласка Ноћерине у Серију Б након 33 године, започето је са реконструисањем стадиона како би били испуњени услови за наступање у Серији Б пред домаћим навијачима.